# كأس نيكاراغوا
كأس نيكاراغوا (بالإسبانية: Copa de Nicaragua)‏ ، هي بطولة رسمية لكرة القدم في نيكاراغوا ، أسست سنة 1983م وتشارك فيه الأندية المسجلة لدى اتحاد نيكاراغوا لكرة القدم.

## وصلة خارجية
- نيكاراغوا - List of Cup Winners, RSSSF.com